# Silvia Zanardi
Silvia Zanardi (Fiorenzuola d'Arda, 3 marzo 2000) è una pistard e ciclista su strada italiana che corre per il team Human Powered Health. Su pista ha vinto il titolo europeo Elite 2022 di americana, mentre su strada ha vinto il titolo europeo Under-23 2021 in linea.

## Carriera
Velocista, nel 2018, presso il velodromo di Aigle, in Svizzera, vince il titolo mondiale Juniores nella corsa a punti oltre a conseguire la medaglia d'oro mondiale ed europea, sempre nella categoria Juniores, nell'inseguimento a squadre. Nello stesso anno si aggiudica anche il titolo italiano Juniores nel keirin.
Nel 2019 debutta nella categoria Elite con il team UCI BePink, partecipando ad alcune prove del calendario World Tour.
Nel 2020 vince la sua prima gara nella categoria Elite aggiudicandosi l'omnium su pista alla Trois Jours d’Aigle. Successivamente vince l'oro nella corsa a punti ai campionati europei Under-23 svoltisi al velodromo Attilio Pavesi di Fiorenzuola d'Arda e poco dopo ai campionati europei Elite a Plovdiv vince la medaglia d'argento nella corsa a punti, terminando la gara alle spalle della britannica Katie Archibald.
Nell'agosto 2021, ai Campionati europei Under-23 su pista tenutisi ad Apeldoorn conquista tre medaglie d'oro, nell'inseguimento individuale, nell'inseguimento a squadre e nella corsa a punti. Poche settimane dopo si impone anche nella prova in linea Under-23 ai campionati europei su strada di Trento, battendo Kata Blanka Vas ed Évita Muzic in uno sprint ristretto. In ottobre ai campionati europei su pista di Grenchen ottiene la medaglia d'argento nell'inseguimento a squadre (nell'occasione il quartetto azzurro è battuto dalle tedesche recenti campionesse olimpiche a Tokyo), mentre ai successivi campionati del mondo di Roubaix è quinta nella corsa a punti; chiude la stagione con la partecipazione alla prima edizione della Champions League di ciclismo su pista.

## Palmarès

### Pista
- 2018 (Juniores)

Campionati italiani, Keirin Juniores
Campionati del mondo Juniores, Inseguimento a squadre Juniores (con Giorgia Catarzi, Sofia Collinelli, Vittoria Guazzini e Gloria Scarsi)
Campionati del mondo Juniores, Corsa a punti Juniores
Campionati europei Juniores e U23, Inseguimento a squadre Juniores (con Camilla Alessio, Giorgia Catarzi, Sofia Collinelli e Gloria Scarsi)
- 2020

Trois Jours d'Aigle, Omnium
Campionati europei Juniores e U23, Corsa a punti Under-23
- 2021

Campionati europei Juniores e U23, Inseguimento a squadre Under-23 (con Chiara Consonni, Eleonora Gasparrini e Martina Fidanza)
Campionati europei Juniores e U23, Inseguimento individuale Under-23
Campionati europei Juniores e U23, Corsa a punti Under-23
Memorial Miquel Poblet, Americana (con Michaela Drummond)
- 2022

2ª prova Coppa delle Nazioni, Inseguimento a squadre (Milton, con Elisa Balsamo, Chiara Consonni, Martina Fidanza e Barbara Guarischi)
Campionati europei Juniores e U23, Inseguimento a squadre Under-23 (con Eleonora Gasparrini, Vittoria Guazzini e Matilde Vitillo)
Campionati europei Juniores e U23, Corsa a punti Under-23
Campionati europei Juniores e U23, Americana Under-23 (con Matilde Vitillo)
Campionati europei, Americana (con Rachele Barbieri)
- 2023

Campionati italiani, Corsa a eliminazione
Life's an Omnium, Omnium
- 2024

Sei giorni delle Rose, Corsa a eliminazione

### Strada
- 2021 (BePink, una vittoria)

Campionati europei, Prova in linea Under-23 (con la Nazionale italiana)
- 2022 (BePink, tre vittorie)

Visegrad 4 Ladies Series - Hungary
3ª tappa Tour Féminin International des Pyrénées (Lourdes > Lourdes)
6ª tappa Tour Cycliste Féminin International de l'Ardèche (Alès > Alès)
- 2023 (BePink, due vittorie)

Gran Premio della Liberazione
4ª tappa Tour Cycliste Féminin International de l'Ardèche (Saint-Rambert-d'Albon > Hauterives)
- 2024 (Human Powered Health, una vittoria)

La Choralis Fourmies Féminine

#### Altri successi
- 2022 (BePink)

Classifica giovani Setmana Valenciana-Volta Comunitat Valenciana
Classifica a punti Tour Cycliste Féminin International de l'Ardèche
- 2023 (BePink)

Classifica a punti Tour Cycliste Féminin International de l'Ardèche

## Piazzamenti

### Grandi Giri
- Giro d'Italia

2020: 53ª
2021: 72ª
2022: non partita (7ª tappa)
2023: 54ª
2024: 91ª
- Vuelta a España

2023: 82ª
2024: 98ª

### Competizioni mondiali
- Campionati del mondo su pista

Aigle 2018 - Inseguimento a squadre Junior: vincitrice
Aigle 2018 - Corsa a punti Junior: vincitrice
Roubaix 2021 - Corsa a punti: 5ª
Saint Quentin-en-Yvelines 2022 - Corsa a punti: 6ª
Glasgow 2023 - Corsa a punti: 7ª
- Campionati del mondo su strada

Wollongong 2022 - In linea Elite: 31ª
Wollongong 2022 - In linea Under-23: 6ª

### Competizioni continentali
- Campionati europei su pista

Aigle 2018 - Inseguimento a squadre Junior: vincitrice
Fiorenzuola d'Arda 2020 - Inseg. individuale Under-23: 4ª
Fiorenzuola d'Arda 2020 - Corsa a punti Under-23: vincitrice
Plovdiv 2020 - Corsa a punti: 2ª
Apeldoorn 2021 - Inseg. a squadre Under-23: vincitrice
Apeldoorn 2021 - Inseg. individuale Under-23: vincitrice
Apeldoorn 2021 - Corsa a punti Under-23: vincitrice
Grenchen 2021 - Inseguimento a squadre: 2ª
Grenchen 2021 - Corsa a punti: 5ª
Anadia 2022 - Inseg. a squadre Under-23: vincitrice
Anadia 2022 - Inseg. individuale Under-23: 3ª
Anadia 2022 - Corsa a punti Under-23: vincitrice
Anadia 2022 - Americana Under-23: vincitrice
Anadia 2022 - Omnium Under-23: 4ª
Monaco di Baviera 2022 - Inseguimento a squadre: 2ª
Monaco di Baviera 2022 - Inseguimento individuale: 9ª
Monaco di Baviera 2022 - Corsa a punti: 2ª
Monaco di Baviera 2022 - Americana: vincitrice
Grenchen 2023 - Corsa a punti: 5ª
Apeldoorn 2024 - Corsa a punti: 11ª
- Campionati europei su strada

Zlín 2018 - In linea Junior: 44ª
Plouay 2020 - In linea Under-23: 35ª
Trento 2021 - In linea Under-23: vincitrice
Anadia 2022 - Staffetta Under-23: 7ª
Anadia 2022 - In linea Under-23: 4ª
Drenthe 2023 - In linea Elite: 62ª